# Ліхте
Ліхте (нім. Lichte) — громада в Німеччині, розташована в землі Тюрингія. Входить до складу району Заальфельд-Рудольштадт. Адміністративний центр об'єднання громад Ліхтеталь-ам-Реннштайг.
Площа — 19,36 км2. Населення становить Невірний параметр metadata 16 073 049 ос. (станом на 31 грудня 2021).

## Галерея

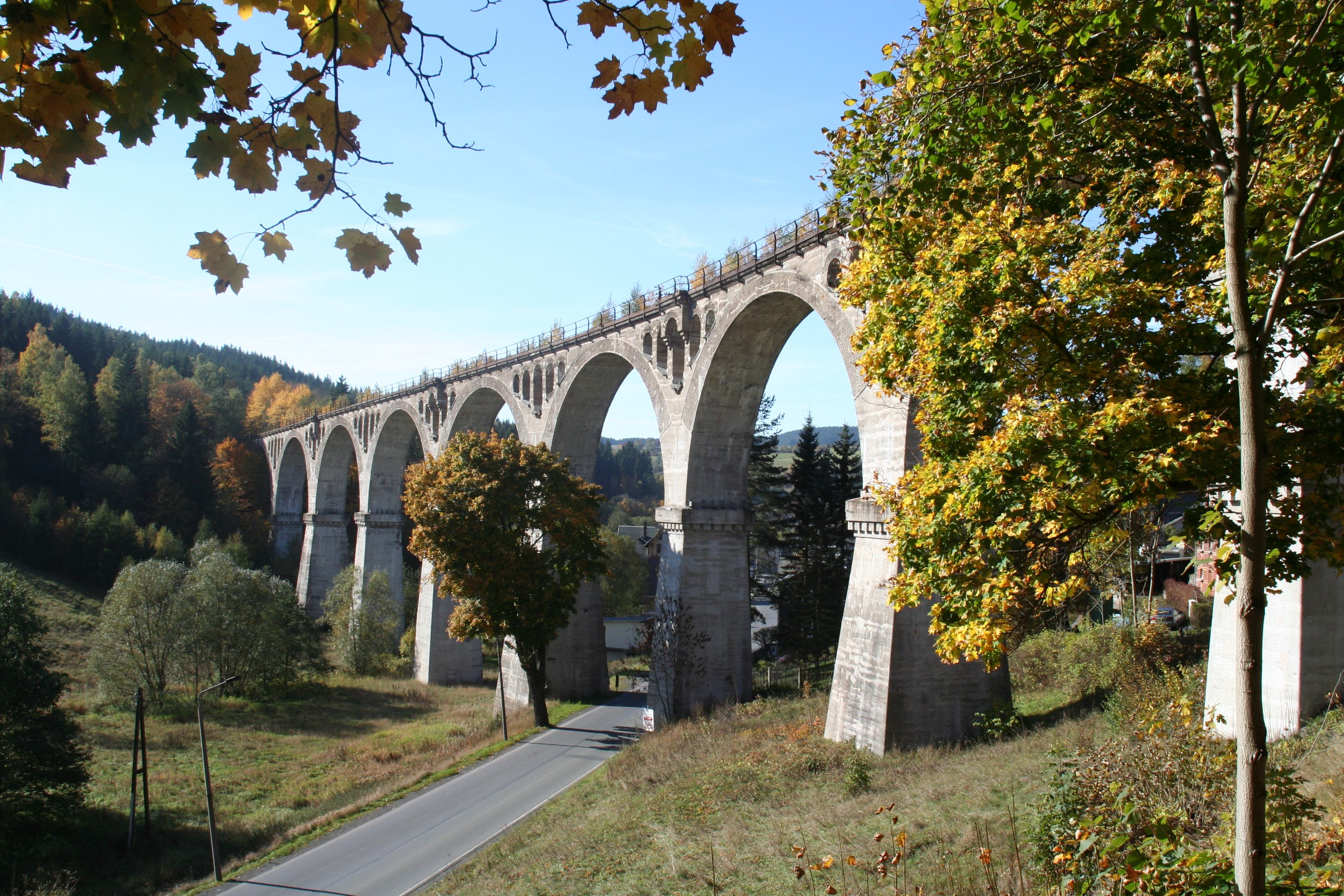
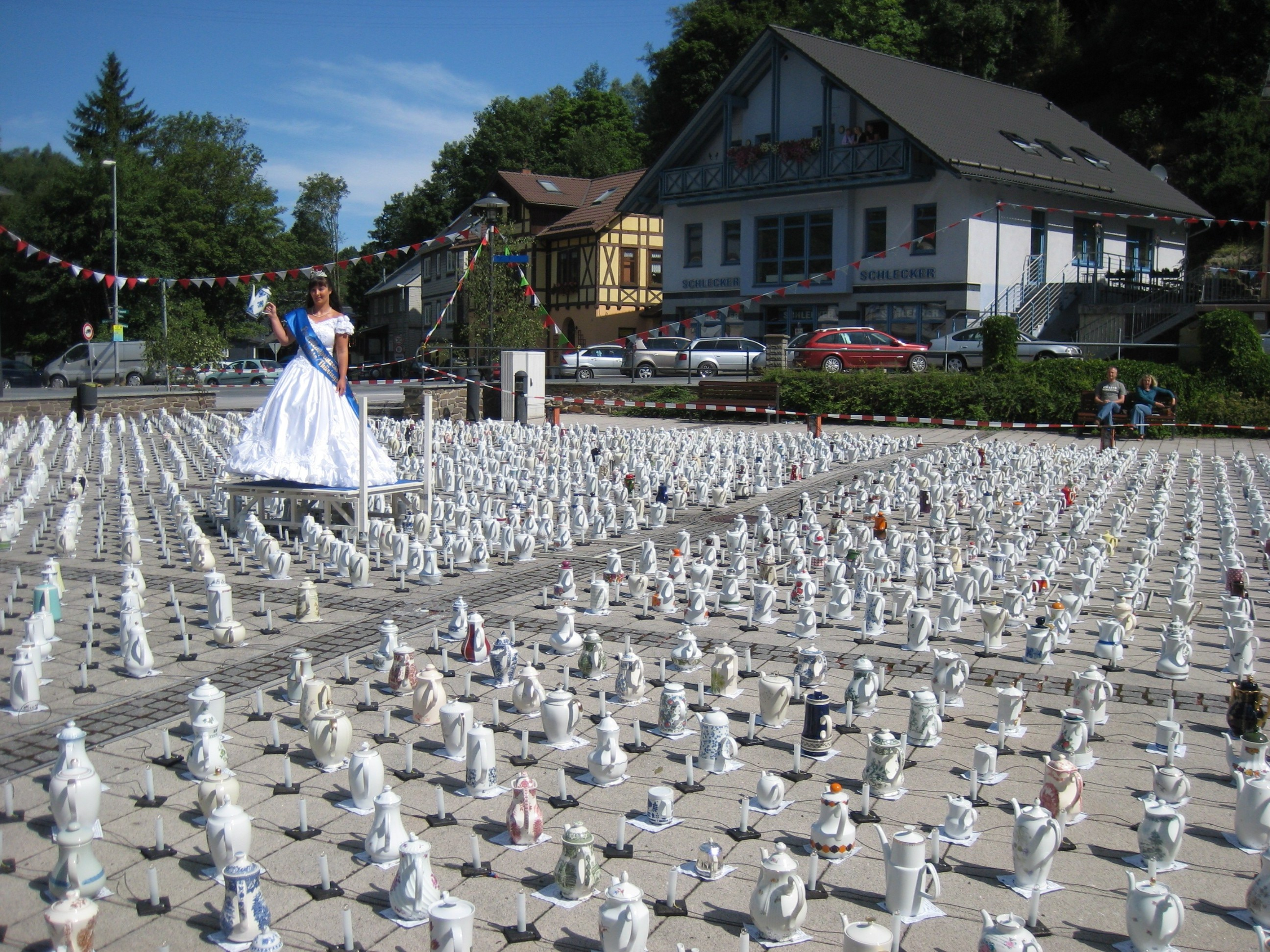
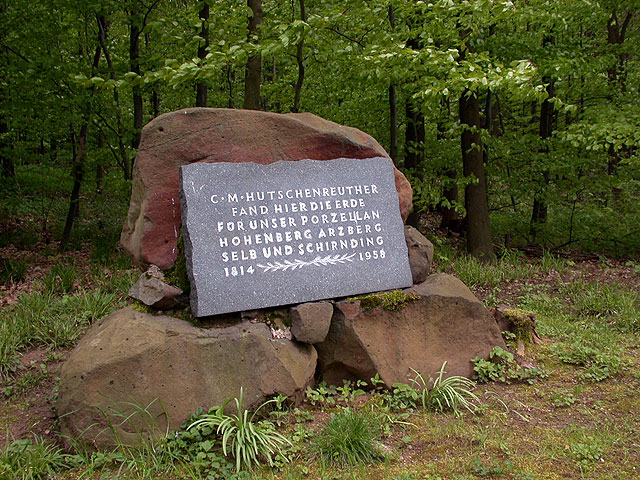